# World Tour of the Century
World Tour of the Century foi uma turnê da banda finlandesa de metal sinfônico Nightwish, realizada para promover o álbum Century Child (2002). A turnê teve início em 22 de junho de 2002 em Jämsä, Finlândia, concerto este que também marcou a primeira apresentação ao vivo com o baixista e vocalista Marco Hietala, que havia integrado a banda para substituir o músico Sami Vänskä em outubro de 2001. Esta turnê também levou o grupo pela primeira vez à países como Eslováquia, Noruega, Inglaterra e Estados Unidos.
A última apresentação aconteceu na cidade de Moscou, Rússia em 27 de setembro de 2003, após 59 concertos realizados, sendo esta a turnê com a menor quantidade de shows do Nightwish até então, uma vez que a banda optou por uma agenda menos intensa após os infortúnios desencadeados na Wishmaster World Tour, além do fato da vocalista Tarja Turunen precisar se dedicar aos seus estudos de canto lírico e os outros membros trabalharem em seus projetos paralelos.

## Desenvolvimento
Nove meses após o encerramento da Wishmaster World Tour, a banda defininiu a data de 22 de junho de 2002 para a estreia da nova turnê no festival Himos em Jämsä, Finlândia, concerto este que marcou também a estreia ao vivo do até então novo baixista e vocalista Marco Hietala, cujo havia substituído Sami Vänskä em outubro de 2001. No dia seguinte, eles se apresentaram na cidade de Jyväskylä sob o pseudônimo Century Child (em referência ao seu álbum de mesmo nome), como uma tradição mantida pelo grupo  no intuito de fazer um show mais intimista para testar as canções do novo disco e o repertório ao vivo. Mais alguns festivais aconteceram na Europa até a chegada da banda na América Latina em julho de 2002, cujo teve a abertura das bandas brasileiras Shadowside e Glory Opera em datas selecionadas.
Dois concertos também haviam sido agendados para a Coréia do Sul em agosto de 2002, porém ambos foram cancelados pelo grupo algumas semanas antes por motivos desconhecidos. No mesmo mês a banda também se apresentou na Hungria, Rússia e Finlândia, incluindo três apresentações seguidas na tradicional casa de shows Tavastia na capital finlandesa Helsinque, sendo a primeira na tarde de 16 de agosto de 2002 para o público menor de idade, a segunda na noite do dia 16 para o público adulto, e uma terceira performance no dia seguinte, 17 de agosto, onde também foi comemorado o 25.º aniversário da vocalista Tarja Turunen.
Logos após os shows no Tavastia, a banda embarcou em uma etapa europeia ao lado dos grupos de metal After Forever e Charon, que serviram como bandas de abertura. Foi também nesta turnê que a vocalista do After Forever, Floor Jansen, passou a cultivar uma relação de amizade com os membros do Nightwish, o que contribuiu na sua contratação como terceira vocalista do grupo uma década depois, em outubro de 2012, substituindo Anette Olzon (sucessora de Turunen). Algumas outras performances notáveis no ano de 2002 incluíram o concerto da banda no festival Summer Breeze (que foi incluído no álbum de vídeo End of Innocence), e dois concertos em Estocolmo, Suécia em novembro, que contou com a abertura da banda Blindside na primeira noite.
Para o ano de 2003, a banda decidiu que iriam fazer poucos shows, uma vez que Turunen precisava se dedicar ao seus estudos de canto lírico na Universidade de Música de Karlsruhe na Alemanha, enquanto Holopainen, Vuorinen e Nevalainen tinham álbuns em andamento com seus projetos paralelos For My Pain…, Altaria e Sethian, respectivamente. Dessa maneira, houve duas grandes apresentações nas cidades alemãs Oberhausen e Munique em janeiro de 2003, que contou com a abertura do grupo Lordi, uma temporada de festivais entre junho e agosto, e a estreia da banda nos Estados Unidos em setembro, que teve a participação do tecladista Jens Johansson (Stratovarius) durante o show em Nova York durante um cover da canção "Crazy Train" de Ozzy Osbourne.
Em seguida, a banda retornou ao México para uma apresentação na sua capital em 9 de setembro de 2003, no entanto, devido à alta demanda de ingressos, o produtor do show convenceu a banda a realizar mais uma performance na noite do dia 10. E após esses acontecimentos, o grupo finalizou a World Tour of the Century com duas apresentações nas cidades russas de São Petersburgo e Moscou, que contou novamente com a presença do vocalista Tapio Wilska na primeira.

## Repertório
O repertório abaixo é constituído do primeiro show da turnê, realizado em 22 de junho de 2002 em Jämsä, Finlândia, não sendo representativo de todos os concertos.
1. "Bless the Child"
2. "End of All Hope"
3. "Come Cover Me"
4. "The Kinslayer"
5. "Dead to the World"
6. "Deep Silent Complete"
7. "10th Man Down"
8. "Sacrament of Wilderness"
9. "Slaying the Dreamer"
10. "Beauty of the Beast"
11. "Over the Hills and Far Away" (cover de Gary Moore)
12. "Sleeping Sun" (bis)
13. "Beauty and the Beast" (bis)
14. "Wishmaster" (bis)

- A canção "Ever Dream" foi tocada pela primeira vez na turnê em 13 de julho de 2002 em Helsinque, Finlândia.
- A canção "Crazy Train", um cover de Ozzy Osbourne, foi tocada pela primeira vez na turnê em 16 de julho de 2002 na Cidade do México, México.
- O cantor Tapio Wilska performou com a banda as canções "10th Man Down" em 16 de agosto de 2002 e 11 de janeiro de 2003, e "The Pharaoh Sails to Orion" em 20 de junho, 2 de agosto, 26 e 27 de setembro de 2003.
- O baixista Bas Maas performou com a banda a canção "Crazy Train" (cover de Ozzy Osbourne) em 4 de setembro de 2002.
- A canção "We're Not Gonna Take It", um cover de Twisted Sister, foi tocada pela primeira vez na turnê em 13 de agosto de 2002 em Moscou, Rússia.
- As canções "Gethsemane" e "Walking in the Air" foram tocadas pela primeira vez na turnê em 11 de janeiro de 2003 em Oberhausen, Alemanha.
- As canções "The Pharaoh Sails to Orion" e "She Is My Sin" foram tocadas pela primeira vez na turnê em 12 de janeiro de 2003 em Munique, Alemanha.
- A canção "Don't Talk to Strangers", um cover de Dio, foi tocada apenas uma vez na turnê em 11 de janeiro de 2003 em Oberhausen, Alemanha.
- A canção "Wild Child", um cover de W.A.S.P., foi tocada pela primeira vez na turnê em 4 de julho de 2003 em Oslo, Noruega.
- O tecladista Jens Johansson performou com a banda a canção "Crazy Train" (cover de Ozzy Osbourne) em 7 de setembro de 2003.

## Datas
Todas as datas estão de acordo com o website oficial da banda.
| Data                   | Cidade           | País           | Local                             | Ato de abertura      |
| ---------------------- | ---------------- | -------------- | --------------------------------- | -------------------- |
| Europa                 |                  |                |                                   |                      |
| 22 de junho de 2002    | Jämsä            | Finlândia      | Himos Areena                      | –                    |
| 23 de junho de 2002    | Jyväskylä        | Finlândia      | Lutakko                           | –                    |
| 28 de junho de 2002    | Balingen         | Alemanha       | Messegelände                      | –                    |
| 13 de julho de 2002    | Helsinque        | Finlândia      | Kaisaniemi Park                   | –                    |
| 14 de julho de 2002    | Joensuu          | Finlândia      | Laulurinne                        | –                    |
| América Latina         |                  |                |                                   |                      |
| 16 de julho de 2002    | Cidade do México | México         | Teatro de la Ciudad               | –                    |
| 17 de julho de 2002    | Santiago         | Chile          | Teatro Providencia                | –                    |
| 18 de julho de 2002    | Buenos Aires     | Argentina      | Hangar                            | –                    |
| 20 de julho de 2002    | São Paulo        | Brasil         | Credicard Hall                    | Shadowside           |
| 21 de julho de 2002    | Brasília         | Brasil         | Camping Show                      | –                    |
| 24 de julho de 2002    | Porto Alegre     | Brasil         | Opinião                           | –                    |
| 25 de julho de 2002    | Curitiba         | Brasil         | Moinho São Roque                  | –                    |
| 27 de julho de 2002    | Belo Horizonte   | Brasil         | Lapa Multshow                     | Glory Opera          |
| 28 de julho de 2002    | Rio de Janeiro   | Brasil         | ATL Hall                          | Glory Opera          |
| Europa 2               |                  |                |                                   |                      |
| 4 de agosto de 2002    | Vantaa           | Finlândia      | Korson Urheilupuisto              | –                    |
| 5 de agosto de 2002    | Budapeste        | Hungria        | Óbudai-Sziget                     | –                    |
| Ásia                   |                  |                |                                   |                      |
| 9 de agosto de 2002    | Busan            | Coréia do Sul  | Busan KBS Hall                    | –                    |
| 10 de agosto de 2002   | Seoul            | Coréia do Sul  | Kwangwoon University Concert Hall | –                    |
| Europa 3               |                  |                |                                   |                      |
| 13 de agosto de 2002   | Moscou           | Rússia         | Gorbunova Culture Club            | –                    |
| 16 de agosto de 2002   | Helsinque        | Finlândia      | Tavastia                          | –                    |
| 16 de agosto de 2002   | Helsinque        | Finlândia      | Tavastia                          | –                    |
| 17 de agosto de 2002   | Helsinque        | Finlândia      | Tavastia                          | –                    |
| 20 de agosto de 2002   | Antuérpia        | Bélgica        | Hof Ter Lo                        | After Forever Charon |
| 22 de agosto de 2002   | Dortmund         | Alemanha       | Westfallenhalle 2                 | After Forever Charon |
| 23 de agosto de 2002   | Abtsgmünd        | Alemanha       | Festplatz                         | –                    |
| 24 de agosto de 2002   | Viena            | Áustria        | Arena                             | –                    |
| 27 de agosto de 2002   | Hamburgo         | Alemanha       | Große Freiheit                    | After Forever Charon |
| 28 de agosto de 2002   | Amsterdã         | Países Baixos  | Paradiso                          | After Forever Charon |
| 30 de agosto de 2002   | Barcelona        | Espanha        | Razzmatazz 1                      | After Forever Charon |
| 31 de agosto de 2002   | Bergara          | Espanha        | Sala Jam                          | After Forever Charon |
| 2 de setembro de 2002  | Paris            | França         | Élysée Montmartre                 | After Forever Charon |
| 3 de setembro de 2002  | Colônia          | Alemanha       | Live Music Hall                   | After Forever Charon |
| 4 de setembro de 2002  | Tilburgo         | Países Baixos  | Poppodium 013                     | After Forever Charon |
| 6 de setembro de 2002  | Berlim           | Alemanha       | Columbiahalle                     | After Forever Charon |
| 7 de setembro de 2002  | Leipzig          | Alemanha       | Haus Auensee                      | After Forever Charon |
| 16 de novembro de 2002 | Estocolmo        | Suécia         | Arenan                            | Blindside            |
| 17 de novembro de 2002 | Estocolmo        | Suécia         | Klubben                           | –                    |
| 11 de janeiro de 2003  | Oberhausen       | Alemanha       | König-Pilsener Arena              | Lordi                |
| 12 de janeiro de 2003  | Munique          | Alemanha       | Zénith Münich                     | Lordi                |
| 4 de junho de 2003     | Helsinque        | Finlândia      | Stella Star Club                  | –                    |
| 5 de junho de 2003     | Budapeste        | Hungria        | Petofi Csarnok                    | –                    |
| 7 de junho de 2003     | Banská Bystrica  | Eslováquia     | Amfiteáter                        | –                    |
| 20 de junho de 2003    | Rauma            | Finlândia      | Otanlahti                         | –                    |
| 4 de julho de 2003     | Oslo             | Noruega        | Rockefeller Music Hall            | –                    |
| 5 de julho de 2003     | Oslo             | Noruega        | Rockefeller Music Hall            | –                    |
| 11 de julho de 2003    | Villarrobledo    | Espanha        | Auditorio Municipal               | –                    |
| 2 de agosto de 2003    | Hultsfred        | Suécia         | Folkets Park                      | –                    |
| 9 de agosto de 2003    | Hildesheim       | Alemanha       | Flugplatz Hildesheim-Drispenstedt | –                    |
| 15 de agosto de 2003   | Hohenfelden      | Alemanha       | Stausee                           | –                    |
| 16 de agosto de 2003   | Pratteln         | Suíça          | Z7 Konzertfabrik                  | –                    |
| 17 de agosto de 2003   | Pratteln         | Suíça          | Z7 Konzertfabrik                  | –                    |
| 29 de agosto de 2003   | Biddinghuizen    | Países Baixos  | Spijk en Bremerberg               | –                    |
| 30 de agosto de 2003   | Derby            | Inglaterra     | Assembly Rooms                    | –                    |
| 31 de agosto de 2003   | Londres          | Inglaterra     | Mean Fiddler                      | –                    |
| América do Norte       |                  |                |                                   |                      |
| 5 de setembro de 2003  | Atlanta          | Estados Unidos | Earthlink Live                    | –                    |
| 6 de setembro de 2003  | Montreal         | Canadá         | Le Médley                         | Liva                 |
| 7 de setembro de 2003  | Nova York        | Estados Unidos | L'Amour                           | –                    |
| América Latina 2       |                  |                |                                   |                      |
| 9 de setembro de 2003  | Cidade do México | México         | Circo Volador                     | –                    |
| 10 de setembro de 2003 | Cidade do México | México         | Circo Volador                     | –                    |
| Europa 4               |                  |                |                                   |                      |
| 26 de setembro de 2003 | São Petersburgo  | Rússia         | SK Yubileyny                      | –                    |
| 27 de setembro de 2003 | Moscou           | Rússia         | DK Gorbunova                      | –                    |

## Créditos
Banda
- Tuomas Holopainen – teclado
- Emppu Vuorinen – guitarra
- Tarja Turunen – vocais
- Jukka Nevalainen – bateria
- Marco Hietala – baixo, vocais

Músicos convidados
- Tapio Wilska – vocais (em 16 de agosto de 2002, 11 de janeiro, 2 de agosto e 26 e 27 de setembro de 2003)
- Bas Maas – guitarra (em 4 de setembro de 2002)
- Jens Johansson – teclado (em 7 de setembro de 2003)